# Guipy
Guipy este o comună în departamentul Nièvre din centrul Franței. În 2009 avea o populație de 259 de locuitori.

## Evoluția populației
| An        | 1975 | 1982 | 1990 | 1999 | 2006 | 2009 |
| --------- | ---- | ---- | ---- | ---- | ---- | ---- |
| Populație | 326  | 298  | 246  | 232  | 227  | 259  |